# 501
| [ Edytuj tabelę ]          |                                                     |
| Cesarz Bizancjum           | - 491 Anastazjusz I 518                             |
| Król Franków               | - 481 Chlodwig I 511                                |
| Król Kentu                 | - 488 Oisc 512                                      |
| Patriarcha Konstantynopola | - 495 Macedoniusz II 511                            |
| Władca Korei               | - 491 Munja 519                                     |
| Król Mercji                | - 488 Icel 501 - 501 Cnebba (?) 566                 |
| Król Munsteru              | - 493 Eochaid 523                                   |
| Król Ostrogotów            | - 471 Teodoryk Wielki 526                           |
| Papież                     | - 498 Symmach 514 - 501 Wawrzyniec (antypapież) 505 |
| Król Persji                | - 488 Kawad I 531                                   |
| Król Wandalów              | - 496 Trasamund 523                                 |
| Król Wizygotów             | - 484 Alaryk II 507                                 |

Rok 501 / DI
stulecia: V wiek ~
VI wiek ~
VII wiek

lata: 491 «
496 «
497 «
498 «
499 «
500 «
501
» 502
» 503
» 504
» 505
» 506
» 511

## Wydarzenia
- Europa
  - korzystając z pomocy Wizygotów, Gundobad pokonał swego brata Godegisela (którego następnie zamordował) i został jedynowładcą Burgundów

## Zmarli
- Fergus I – król Dalriady